# جون فاهي جونيور

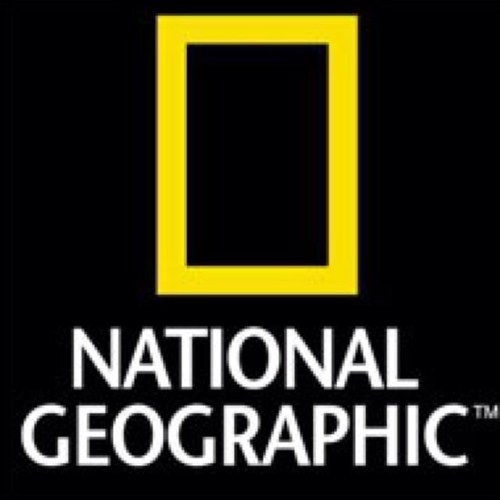
شعار ناشينوال جيوغرافيك 2013-05-29 23-22

جون فاهي جونيور وهو الرئيس التنفيذي لمنظمة ناشيونال جيوجرافيك العالمية كان المدير التنفيذي للجمعية الجغرافية الوطنية من مارس 1998 إلى ديسمبر 2013 ورئيس المنظمة من مارس 1998 إلى ديسمبر 2010.
خلال فترة رئاسته للجمعية الجغرافية الوطنية، قاد دخولها إلى التلفزيون الكبلي، والمتوفر حاليًا في أكثر من 440 مليون منزل في 171 دولة بـ 48 لغة؛ ساهم في النمو الدولي لمجلة ناشيونال جيوغرافيك، التي تنشر الآن باللغة الإنجليزية و40 لغة أخرى؛ وسع محتوى ناشيونال جيوغرافيك إلى كل جانب تقريبا من جوانب الوسائط الرقمية. قاد فاهي أيضًا تحرك الجمعية نحو إنشاء برامج إقليمية لتقديم المنح في جميع أنحاء العالم ، بدءًا من شمال أوروبا وآسيا.